# Возба, Анатолий Батович
Анатолий Батович Возба (абх. Анатоли Возба (Уазба) Бат-иҧа; 22 июня 1932, Лыхны, Гудаутский район, Абхазская АССР — 26 января 1994, Республика Абхазия) — абхазский писатель, прозаик, общественный деятель, член Союза журналистов СССР и Абхазии, также Союза писателей Абхазии и Союза писателей СССР, член партии Аидгылара. Участвовал в национально-освободительной борьбе абхазского народа.

## Биография
Родился 22 июня 1932 года в селе Лыхны, в Абхазской АССР. О раннем детстве почти нет информации.
В 1953 году окончил Лыхненскую среднюю школу.
В 1954 году поступил на филологический факультет Сухумского педагогического института имени А. М. Горького.
После окончания учёбы в 1959 году начал работать учителем литературы в Лыхненской средней школе, был назначен методистом Гудаутского районного образования.
С 1967 года начал работать над газетой «Бзып-Бзыбь», с 1979 года — над газетой «Апсны капш». До 1991 года был редактором газеты Бзып.
В 1989 году стал председателем Гудаутского отделения Народного форума Абхазии «Аидгылара» («Единение»).

## Творчество
На абхазском языке:
Кяхба Хаджарат. [Повесть. Рассказы]. Сухуми, 1960;
Надежда должна быть открытой. [Рассказы]. Сухуми, 1966;
Подам в суд. Юмористические рассказы. Сухуми, 1971;
Солнце очищается. Рассказы. Сухуми, 1979;
Самшитовая ложка. Юмористические рассказы. Сухуми, 1981;
Хаджарат Кяхба. Роман. Сухуми, 1986;
Неутомимое сердце: …Очерки о Герое Социалистического труда Хакыбее Айба. Сухуми, 1988; Сочинения: В 2-х томах. Сухум, 2010—2011;